# Ermsdorf
Ermsdorf (Luxemburgs: Iermsdref) is een plaats in de Luxemburgse gemeente Vallée de l'Ernz.
Tot 2012 was Ermsdorf een onafhankelijke gemeente. Behalve Ermsdorf omvatte deze gemeente ook de plaatsen Eppeldorf, Folkendange, Keiwelbach en Stegen.

## Ontwikkeling van het inwoneraantal (van de voormalige gemeente Ermsdorf)
| Jaar                              | 2001 | 2002 | 2003 | 2004 | 2005 |
| --------------------------------- | ---- | ---- | ---- | ---- | ---- |
| Inwoneraantal                     | 812  | 821  | 837  | 854  | 848  |
| Opmerking: tellingen op 1 januari |      |      |      |      |      |

## Galerij

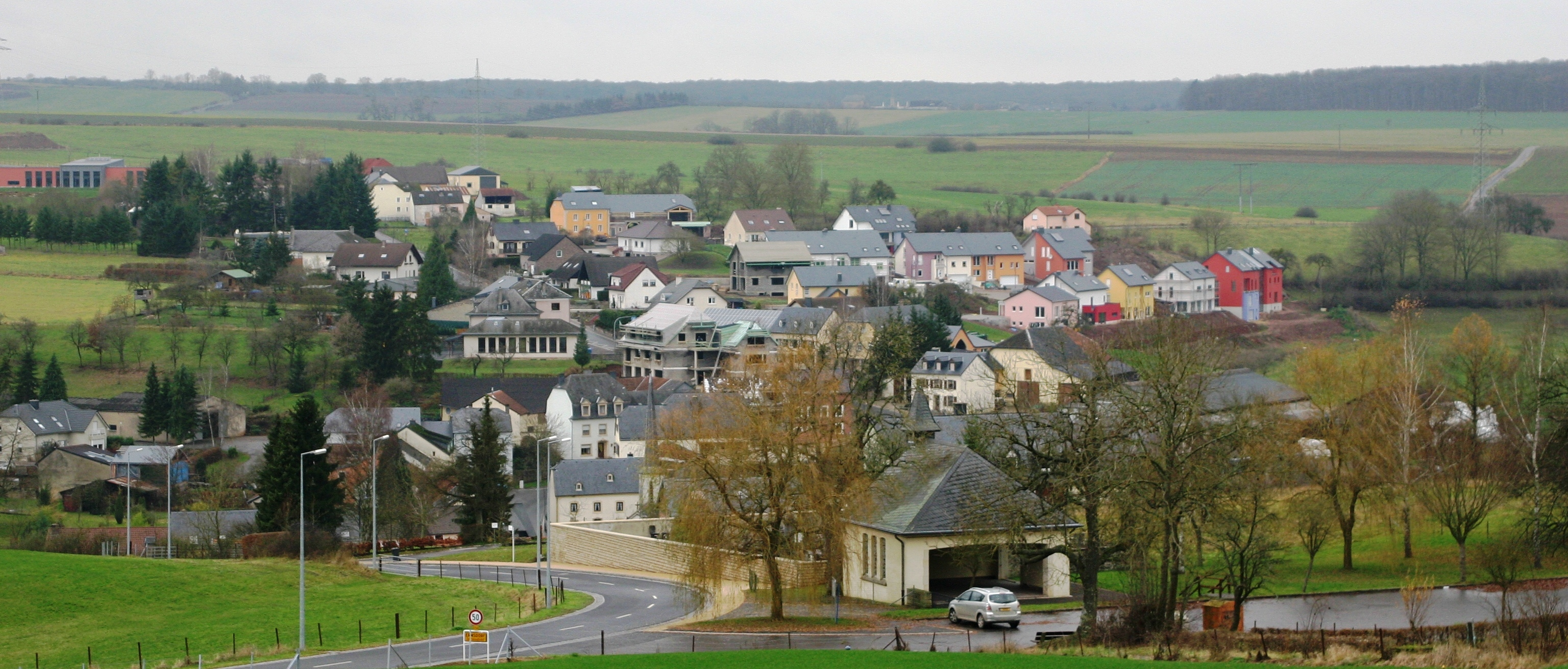
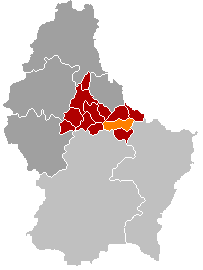
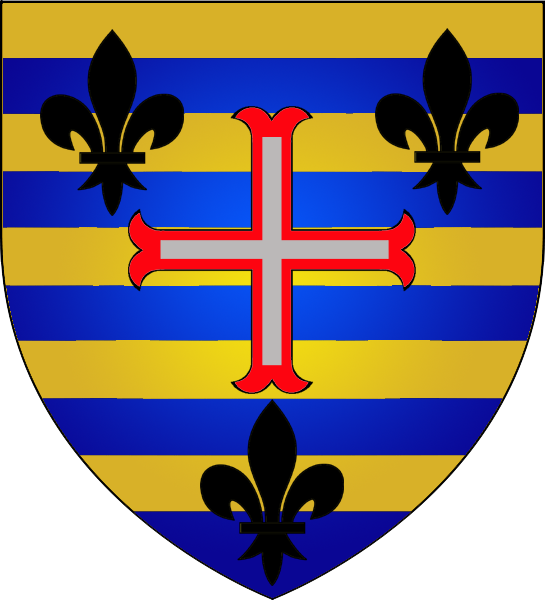

Eppeldorf · Ermsdorf · Folkendange · Hessemillen · Hossenberg · Keiwelbach · Kitzebur · Marxbierg · Medernach · Neumühle · Osterbour · Pletschette · Savelborn · Stegen

Luxemburgse gemeenten · Kanton Diekirch · Luxemburg